# Marisa Prado
Olga Costenaro, más conocida como Marisa Prado (Araçatuba, 26 de diciembre de 1930 - El Cairo, 12 de febrero de 1982) fue una actriz de cine brasileña, que participó en catorce películas a lo largo de su corta carrera cinematográfica que abarcó desde la década de 1950 hasta los inicios de la década de 1960.

## Biografía
De joven se trasladó con su familia a la ciudad de São Bernardo do Campo y al poco tiempo de instalarse comenzó a trabajar como montadora en la "Companhia Cinematográfica Vera Cruz". Su físico llamó la atención del director Abílio Pereira de Almeida que le hizo una prueba y decidió que participara en la película Tico-tico no fubá en el papel de "Durvalina", en el que fue su estreno cinematográfico al lado de  Anselmo Duarte y Tônia Carrero. Al poco tiempo se convierte en una de las principales actrices de la compañía, destacando las películas Terra é sempre terra, O cangaceiro y Candinho. En 1951 fue galardonada con el Premio Sôci.
Se casó con el cineasta y productor Fernando de Barros, con el embajador de Cuba en París a finales de la década de 1950 y con el millonario libanés Charles Gabriel de Chedid.
Vivió también en España, donde rodó la mayor parte de su filmografía. En 1956 recibió una de las Medallas del Círculo de Escritores Cinematográficos como mejor actriz extranjera per su papel en la película Orgullo.
Falleció en El Cairo, en circunstancias poco claras el 12 de febrero de 1982. Según declaraciones de su marido, atravesaba una fuerte depresión.

## Filmografía completa
- Terra é Sempre Terra (1951)
- Tico-Tico no Fubá (1952)
- Cangaçeiro (1953)
- Candinho (1953)
- Orgullo de  Manuel Mur Oti (1955)
- Tarde de toros (1956)
- Maria de la O (1958)
- El traje de oro (1960)
- Nada menos que un arkángel (1960)
- Una chica de Chicago (1960)
- Vida sin risas (1960)
- As Pupilas do Senhor Reitor (1961)
- No temas a la ley (1963)
- Plaza de Oriente (1963)

## Premios
Medallas del Círculo de Escritores Cinematográficos
| Año  | Categoría                                    | Película | Resultado |
| ---- | -------------------------------------------- | -------- | --------- |
| 1955 | Mejor actriz extranjera en película española | Orgullo  | Ganadora  |